# Мечеть Джами в Андижане
Мечеть Джами — архитектурный памятник (конец XIX века). Он включает в себя мечеть, медресе и минарет. В середине XIX века статус города был предоставлен населенным пунктам с мечетью в Узбекистане. Строительство комплекса проходило с 1883 по 1890 год. Общая площадь комплекса составляет 1,5 гектара. В пределах комплекса расположен Андижанский областной литературно-художественный музей.

## Медресе
Длина медресе составляет 123 метра. Центральный вход медресе украшен традиционными арочными порталами в форме купола. Декоративные заостренные маленькие минареты поднимаются с обеих сторон входной секции фасада. Стены здания украшены узорами и мозаикой в традиционных синих и зеленых цветах, характерных для архитектуры Ферганской долины. Изначально медресе было построено в форме буквы 'U' и было открытым. Основные элементы внутреннего дизайна медресе — это геометрические узорчатые решетки, ниши и альковы. Комплекс мечети Джами, подобно медресе, имеет уникальный масштаб — он расположен в западной части архитектурного ансамбля, а его основной фасад состоит из 26 арок. Наверху минарета установлено куполовидное основание и небольшой восьмиугольный купол с полумесяцем на вершине. Центральные и верхние части минарета украшены декоративными куполами и резным поясом. Фасад здания — шедевр, вокруг которого расположены живописные декоративные и плодовые деревья. Основной вход в медресе обращен на восток и построен с поднятым крыльцом. С обеих сторон на нем подняты остроугольные арки. Угловые минареты с куполами расположены с обеих сторон. Беседки с куполами находятся в углах стен первого этажа. Арочные арки второго этажа добавляют шарма основному входу.

## Мечеть
Джаме-мечеть в Андижане — активная общегородская мечеть в городе. Мечеть расположена в западной части комплекса. Её архитектура представляет собой правильно угловатый двор с тремя сторонами, образующими ряд поднятых, арочных и купольных иванов. Минарет находится во внутреннем дворе. Высота минарета составляет 32 метра, что делает его самым высоким во всей Ферганской долине; он имеет восьмиугольную галерею на первом ярусе, построенную над восьмиугольной базовой стеной. В мечети пять входов (один с юга, по два с севера и востока). Комплекс мечети Джами в Андижане был построен с участием архитекторов, таких как Исахан, Юсуфали Мусаев и других мастеров. Во время землетрясения 1902 года он получил повреждения. Здания прошли реновацию в 1971—1974 и 1999—2000 годах. Комплекс включен в список объектов культурного наследия и в список Всемирного наследия ЮНЕСКО.

## Новое здание мечети
Строительство нового здания Мечети Джами началось в 2018 году и было завершено в мае того же года. Новое здание выполнено в стиле древних четырех-иванов и четырехвходовых сооружений. С обеих сторон находятся минареты высотой 54 метра, а над главным зданием построен купол диаметром 18 метров. В то время как предыдущая мечеть предназначалась для 5000 прихожан, новое здание может вмещать более 15 000 молитвенников. Церемония открытия нового здания Мечети Джами была посещена Шавкатом Мирзиёевым.

## Галерея

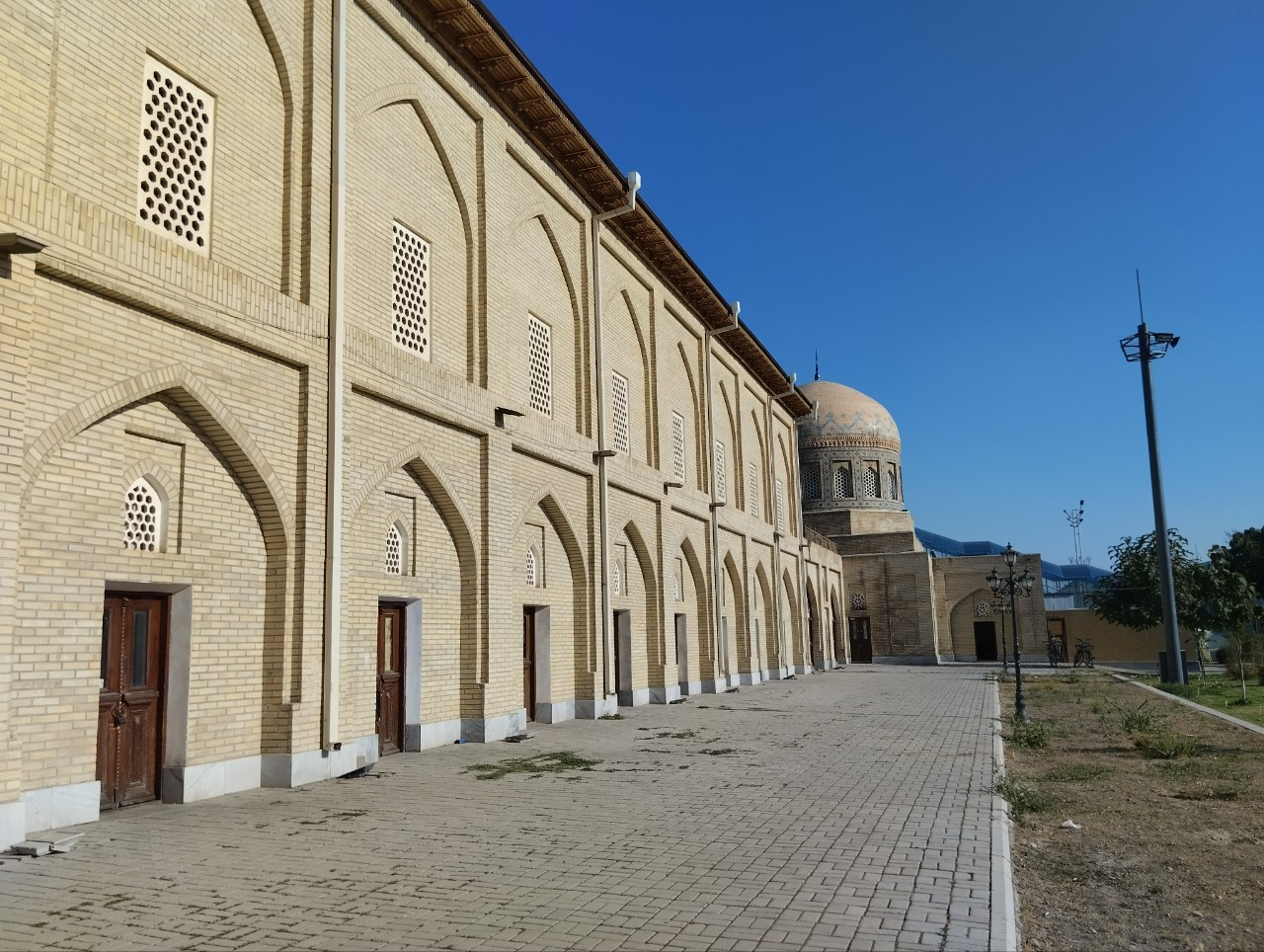
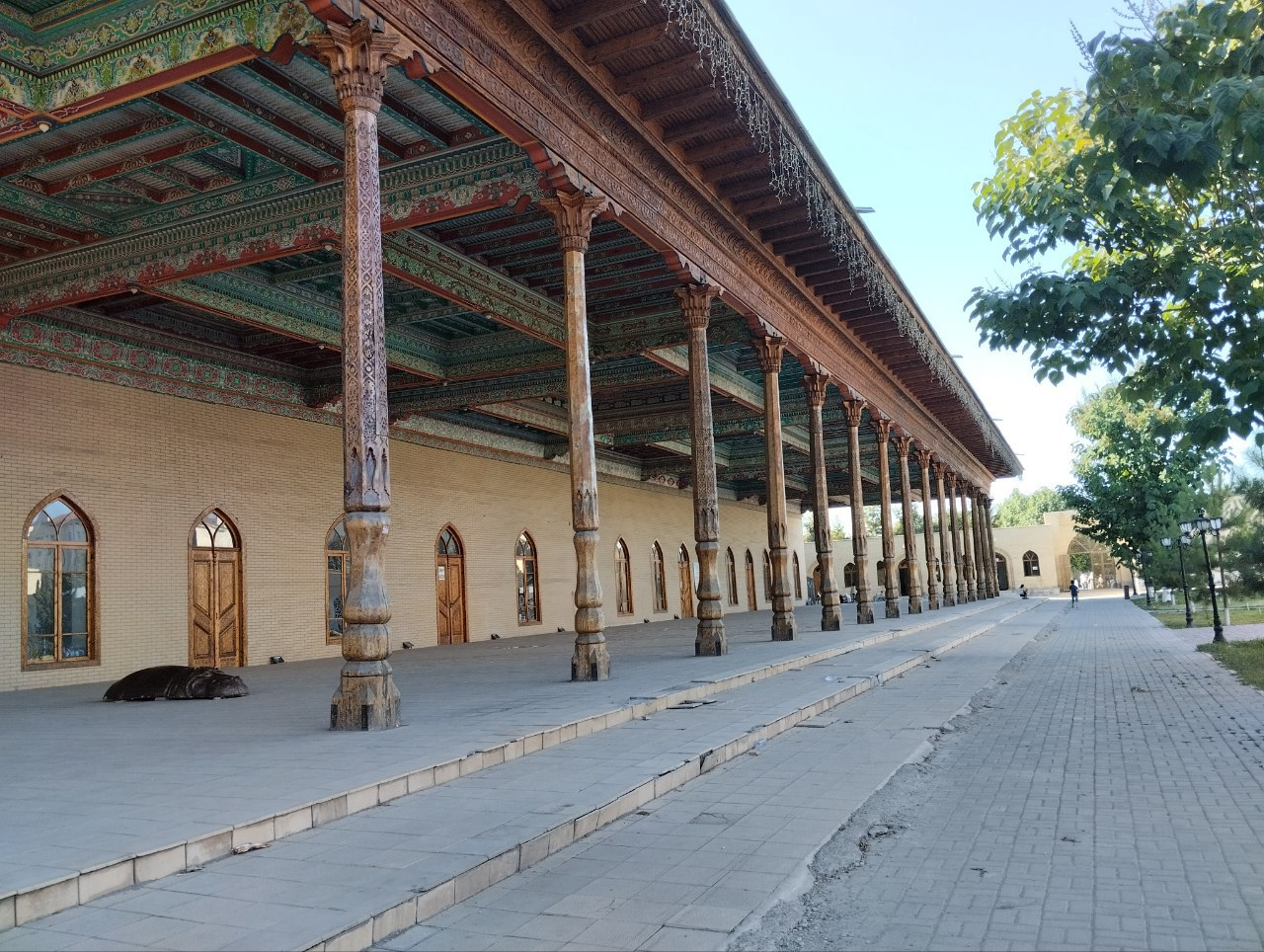
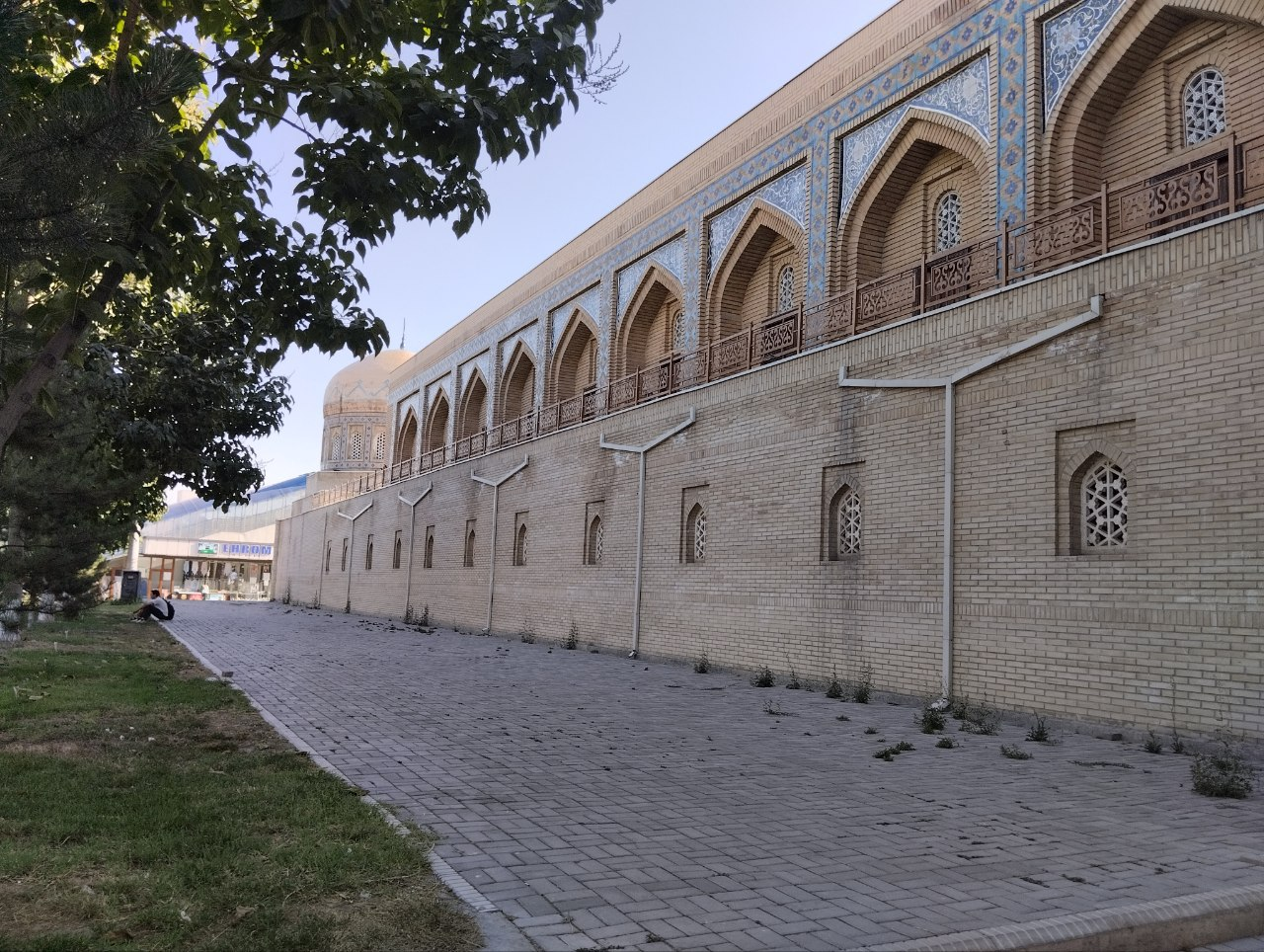
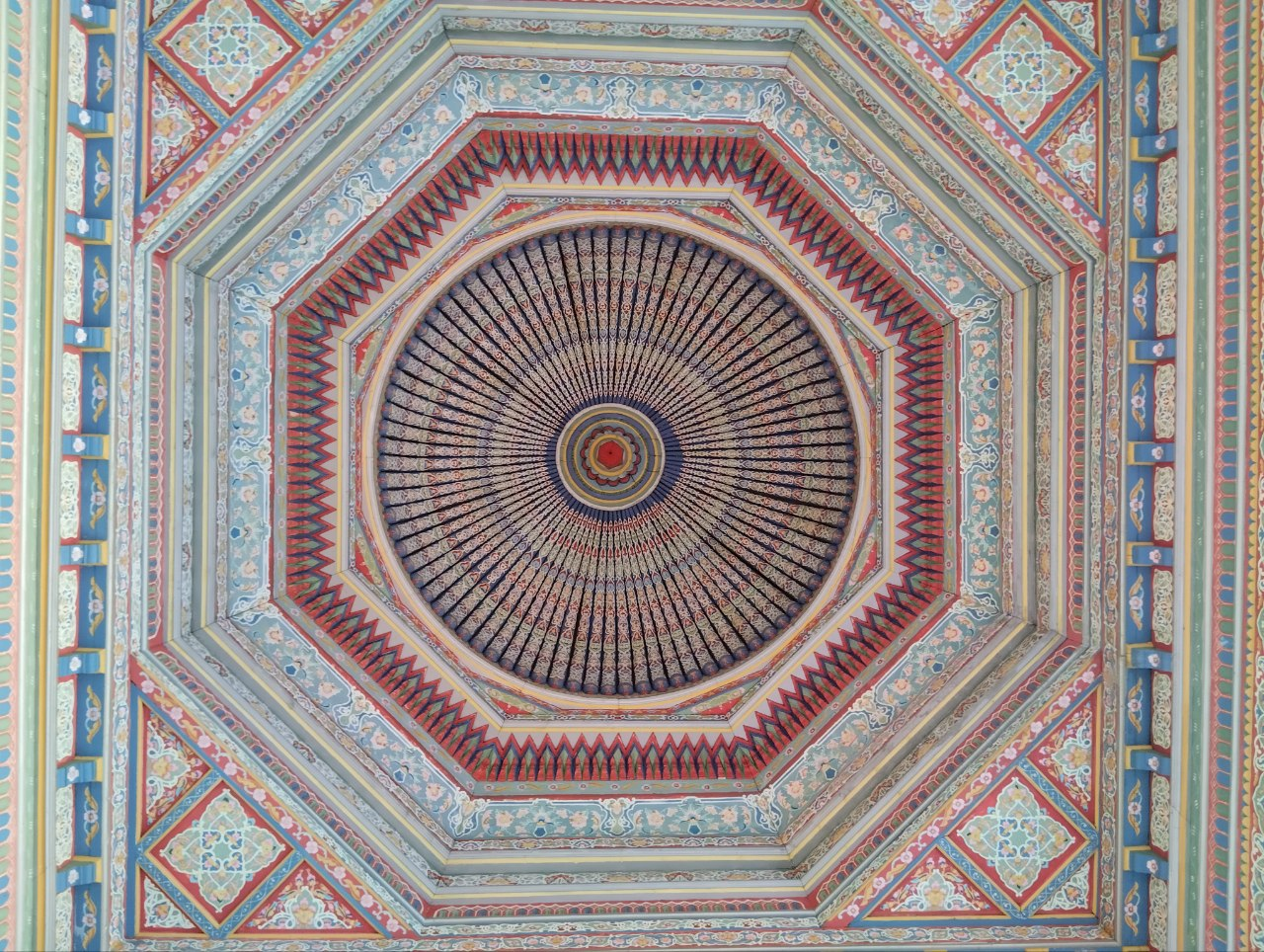
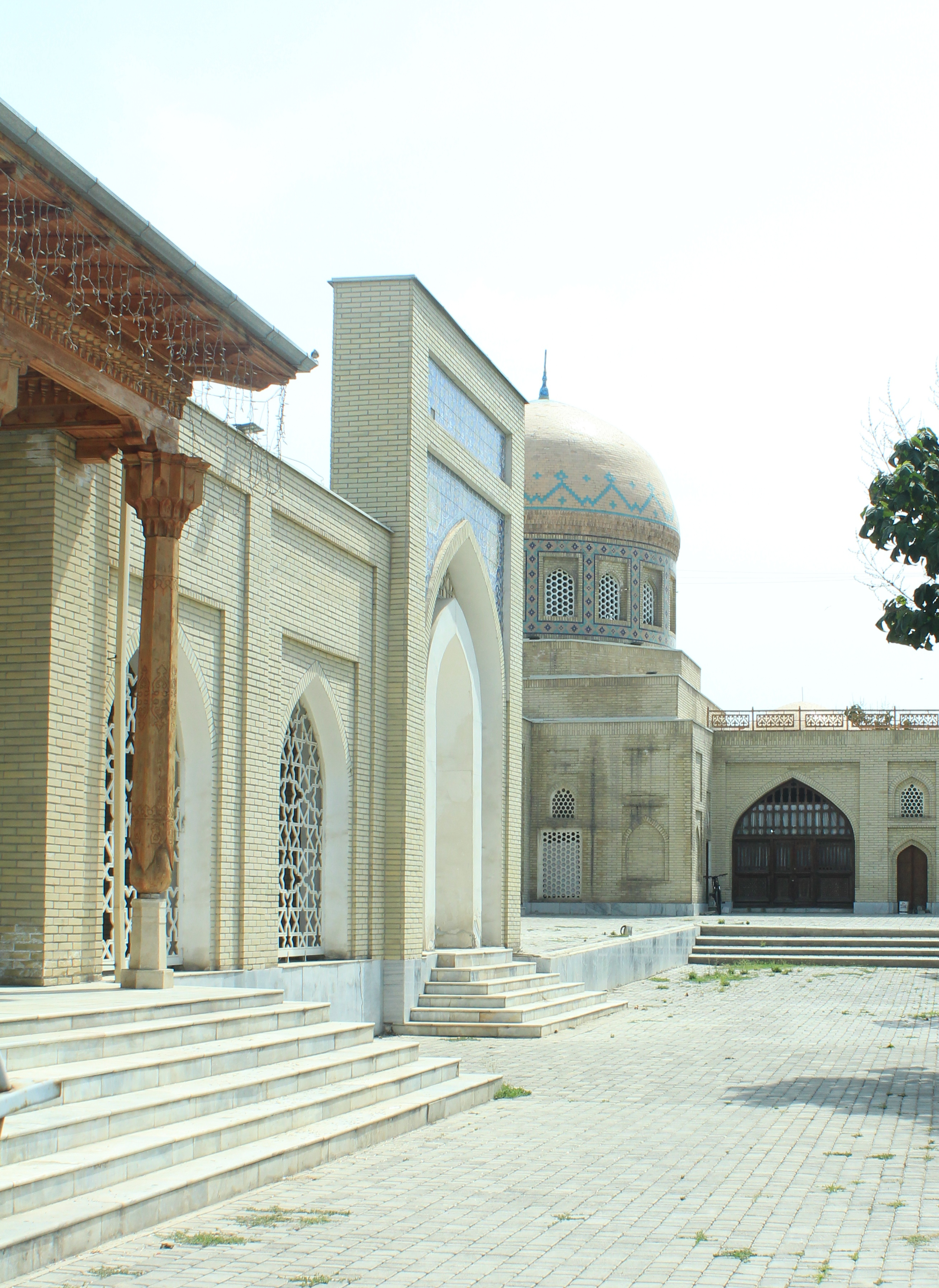
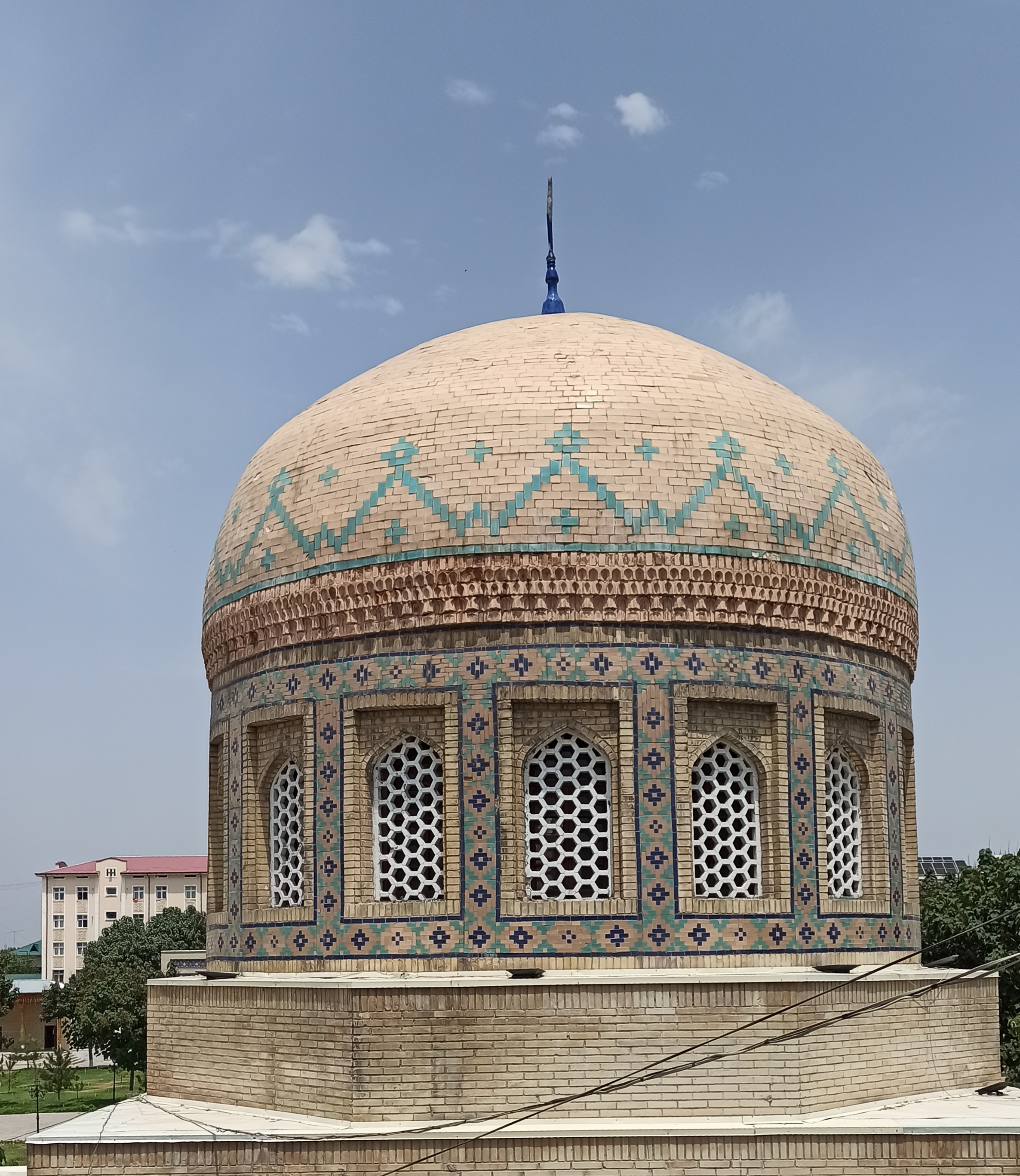